# 윤지임
윤지임(尹之任, 1475년? - 1534년 4월 14일)은 조선 시대 외척인 인물이다. 자는 중향(重鄕), 본관은 파평(坡平), 내자시판관을 역임하고 영의정에 추증된 윤항(尹頊)의 아들이며 윤사흔의 증손이다.
문정왕후의 아버지이며, 윤원개(尹元凱), 윤원량(尹元亮), 윤원필(尹元弼), 윤원로(尹元老), 윤원형(尹元衡) 5형제의 아버지로, 넷째 아들 윤원로와 다섯째 아들 윤원형은 조선 중종때의 소윤의 지도자였다. 세조비 정희왕후는 그의 증조부 윤사흔의 누이로, 윤지임에게는 증대고모가 된다. 장경왕후, 대윤의 영수 윤임과는 8촌간이었다. 포은 정몽주(鄭夢周)는 그의 외5대조로, 외할아버지 정제의 증조부가 된다. 시호는 정평이고 본관은 파평이다.

## 생애
1475년 세조비 정희왕후의 종증손이자 우의정을 지낸 윤사흔의 증손으로 증영돈녕부사 윤욱의 아들로 태어났다. 어머니 연일정씨는 포은 정몽주의 4대손이었다. 또한 종증조부 윤사분은 장경왕후의 증조부였다. 따라서 장경왕후에게는 8촌 오빠가 되고 대윤의 영수 윤임에게는 8촌 형이 되었다.
할아버지 윤계겸은 형조판서였으나, 아버지 윤욱은 내자시판관을 지내고 이른 나이에 사망했다. 11세에 아버지가 사망했는데 성인처럼 상을 치뤘다 한다.
음보로 출사하여 장원서의 별제로 처음 벼슬길에 나섰으며, 이후 무관직을 거쳐 별좌(別座), 1510년(중종 5년) 과의교위(果毅校尉) 행충무위부사과(行忠武衛副司果)가 되었다. 딸이 1514년 중종의 둘째 계비로 간택되자 정치적 입지가 넓어졌다. 이후 장원서별좌가 됐다가 고속 승진, 여러 자급이 뛰어 한번에 당상관으로 승진하여 1517년 3월 돈녕부의 도정을 거쳐, 보국숭록대부 판돈녕부사가 되고 그해 6월 15일에는 영돈녕부사가 되었다. 1518년(중종 13년) 전함서 제조, 1519년 영돈녕부사 에 이어 오위도총부 도총관으로 나갔다.
여기에 1522년 파산부원군(坡山府院君)으로 봉군되었다. 국구로서는 어울리지 않게 농번기에 매사냥을 하거나 다른 사람의 처첩을 빼앗기도 하는 등 행동에 절제가 없었다고 전해진다. 평소에 한나라 문제(文帝)가 국구 보광(寶廣)이 정치에 관여하지 못하도록 한 고사를 들면서 외척의 전횡을 막아야 한다고 주장하였다. 이에 반해 정작 자신의 아들인 윤원형(尹元衡)은 소윤(小尹)의 영수가 되어 대윤(大尹) 윤임(尹任) 일당을 몰아내는 을사사화를 일으켜 왕실의 외척으로서 전횡을 일삼았다. 사후 순충적덕병의보조공신에 추증되고 대광보국숭록대부 의정부 영의정에 추증되었다.
1520년 어머니 연일정씨의 상을 당했는데, 이때 얻은 병으로 다년간 병석에 있다가 죽었다. 1534년 4월 9일 교하 선산에 참배하러 가려다가 발병하여 3일만에 사망했다. 정확한 병명은 기록에 전하지 않는다.

## 사후
그해 6월 11일 경기도 교하군 와초동(瓦草洞, 현 경기도 파주시 교하읍 당하리) 파평윤씨 정정공파 묘역의 곤좌간향(坤坐艮向)에 매장되고 부인의 묘소와 쌍분으로 조성되었다. 근처에는 그의 아버지 윤욱의 묘가 있다. 그는 자신의 지론을 아들이 어긋나게 했지만, 그 덕에 순충적덕보기공신(純忠積德輔祈功臣)으로서 증 의정부영의정에 추증되었다. 시호는 정평(靖平)이다.
경기도 파주시 교하읍 당하리에 묘가 있다. 신도비문과 비문은 이사구(李思句)가 글을 짓고, 윤안인(尹安仁)이 글을 썼다.

## 가족 관계
- 할아버지 : 윤계겸(尹繼謙, 1442 ~ 1483) 공조판서 시호는 공양공
- 할머니 : 김해 김씨, 김진손(金震孫)의 딸
  - 아버지 : 윤욱(尹頊, 1459 ~ 1485) 내자시판관
  - 어머니 : 영일 정씨, (? ~ 1520), 문충공 포은 정몽주(鄭夢周)의 증손인 감찰 정제(鄭濟)의 딸
    - 부인 : 전성부부인 전의 이씨(全城府夫人 全義李氏 1475 ~ 1511)
      - 장남 : 윤원개(尹元凱)
      - 자부 : 이씨, 이보(李俌)의 딸
        - 손자 : 윤기(尹紀)
        - 손자 : 윤강(尹綱)
        - 손녀 : 윤씨, 구윤의 처
        - 손서 : 구윤(具潤, 본관은 능성)

      - 차남 : 윤원량(尹元亮)
      - 자부 : 장씨, 현령 장일취(張日就)의 딸
        - 손자 : 윤소(尹紹)
        - 손자 : 윤찬(尹纘)
        - 손자 : 윤치(尹緻)
        - 손녀 : 숙빈 윤씨(淑嬪 尹氏), 인종의 후궁

      - 삼남 : 윤원필(尹元弼)
      - 자부 : 정씨, 현감 정찬(鄭纘)의 딸
        - 손자 : 윤윤(尹綸)
        - 손자 : 윤위(尹緯)
        - 손자 : 윤회(尹繪)
        - 손자 : 윤집(尹緝)

      - 사남 : 윤원로(尹元老)
      - 자부 : 평창 이씨
        - 손자 : 윤백원(尹百源)

      - 자부 : 이씨, 주부 이량(李亮)의 딸
        - 손자 : 윤구(尹絿)

      - 장녀 : 윤씨
      - 차녀 : 문정왕후
      - 사위 : 중종 - 조선의 11대 임금
      - 오남 : 윤원형(尹元衡)
      - 자부 : 김씨, 김안수(金安遂)의 딸
        - 손자 : 윤계(尹繼)
        - 손자 : 윤효원(尹孝源)
        - 손자 : 윤충원(尹忠源)
        - 손자 : 윤담연(尹覃淵)
        - 손서 : 이영민(李榮敏)
        - 손서 : 김귀남(金貴男)

    - 첩 : 이름 미상
      - 서자 : 지손(支孫)
      - 서자 : 서손(庶孫)
      - 서자 : 방손(傍孫)
      - 서자 : 저손(低孫)
      - 서녀 : 윤씨

    - 첩 : 향단(香團)
      - 서자 : 윤선지(尹善指)
        - 서손자 : 윤욱(尹昱)
          - 서증손자 : 윤필세(尹必世)
            - 서고손녀 : 강윤조의 처

- 사돈 : 성종 - 조선의 9대 임금
- 장인 : 이덕숭(李德崇, ? - 1504년)
- 장모 : 남양홍씨, 홍순성(洪循性)의 딸

## 기타
대윤의 영수인 윤임의 8촌 형이었고, 장경왕후의 친정아버지 윤여필, 윤여해 형제는 그의 7촌 재종숙이었다.

### 이중 인척관계
그는 장경왕후의 친정아버지 윤여필에게는 7촌 조카가 되고, 장경왕후와 윤임 형제에게는 8촌 형이 된다. 그런데 며느리 여흥이씨를 통해 이중으로 인척관계를 형성한다.
윤임의 장인 이보(李俌의 다른 딸은 윤원개의 아내가 되었다. 윤임은 그의 7촌 아저씨 윤여필의 아들이자, 장경왕후의 오빠이다.
그런데 윤원개는 윤지임의 아들이자, 윤원로, 윤원형 5형제의 맏형이자 문정왕후의 친정 오빠, 인종의 후궁 숙빈 윤씨의 백부였다.
그밖에 윤여필의 외손자이며 장경왕후의 아들인 인종의 후궁이, 문정왕후의 조카이며 윤지임의 손녀딸이 되므로 부계로는 친척이면서 이중, 삼중으로도 인척관계를 형성한다. 조선은 대전회통 등을 통해 8촌까지를 친척으로 간주했다.

## 평가
1518년 5월 윤여필은 군기시 제조로 임명되고 그는 전함서 제조로 임명되자 대간에서는 무식하다고 규탄하였다. 그러나 그는 처신은 현명하게 하였는데, 사후 졸기를 보면
윤지임 은 아들 다섯을 두었다. 그의 막내 아들인 윤원형(尹元衡) 은 이때 주서(注書)였다. 지임 은 사람됨이 온공(溫恭)하고 검약했다.
유생(儒生)인 포의(布衣) 적부터 비단옷 차림을 하지 않고 종시 한결같았으니, 어찌 외척(外戚) 중의 현명한 사람이 아니겠는가.

중종실록 윤지임의 졸기 중에서

일반 양반 사대부와 평민의 처첩을 함부로 빼앗아 지탄받았고 학식이 없음을 조롱당하였으나 행동은 민첩하고 신중하였다.

## 윤지임이 등장한 작품
- 박영목 - 1996년 (조광조) KBS 드라마
- 박웅 - 2001년 ( 여인천하 ) SBS 드라마

## 같이 보기
| - 중종반정 - 문정왕후 - 윤원형 - 윤원로 - 윤원량 - 윤임 - 박원종 - 김안로 - 정난정 - 홍경주 - 중종 - 인종 - 명종 | - 대윤 소윤 - 연산군 - 조광조 - 장경왕후 - 전성군 - 이량 - 임사홍 - 숙빈 윤씨 - 효혜공주 - 윤여필 - 윤여해 |

## 참고 문헌
- 《燕山君日記》
- 《中宗實錄》
- 한국정신문화연구원, 《한국민족문화대백과사전》17, (1991년).